# Zodarion frenatum
Zodarion frenatum là một loài nhện trong họ Zodariidae.
Loài này thuộc chi Zodarion. Zodarion frenatum được Eugène Simon miêu tả năm 1884.